# Kubinka II
Kubinka II (ros. Кубинка II) – stacja kolejowa w miejscowości Kubinka, w rejonie odincowskim, w obwodzie moskiewskim, w Rosji. Położona jest na Wielkim Pierścieniu Kolei Moskiewskiej.